# Hatuquessilete (Ort)
Hatuquessilete (Hatuquesi Lete, Hatuqesi Lete) ist ein osttimoresischer Ort im Suco Hatuquessi (Verwaltungsamt Liquiçá, Gemeinde Liquiçá). Das Zentrum des Dorfes liegt im Südwesten der Aldeia Hatuquessilete in einer Meereshöhe von 675 m. Die lose Gruppe von Häusern liegt auf einen Berg zwischen den Flüssen Nomoro und Ricameta, die sich an der Nordgrenze des Sucos zum Laklo vereinigen.
Das Ortszentrum mit dem Sitz des Sucos Hatuquessi und einer Grundschule befindet sich an der Grenze zu den Aldeias Nunubrihati und Caidico. Eine Straße führt entlang des Bergkamms nach Norden zum Ort Hatarlema und in den Süden nach Nunubrihati.